# 馬拉圭尼亞
馬拉圭尼亞（英語：Malagueña）是一種佛朗明哥曲式，從馬拉加地方的早期Fandango演變而來，原先是民謠形式，在十九世紀時被變成佛朗明哥曲式。通常不用來伴舞。通常不使用固定節奏，是一種"自由拍曲式(cante libre)"。」

## 起源
Malagueñas由地方曲式Fandangos發展而來。Fandangos是佛朗明哥舞的一種曲式，在18世紀時，普遍的流行於西班牙多數地區，隨著地區的不同Fandangos又分成好幾種，並且有著不同的名字。
相對於Malagueñas這種不適用於舞蹈的即興演奏，也就是典型的"自由拍吟唱"；傳統的Fandango是以快的6/8拍來吟唱和演奏作為舞蹈的伴奏。而源自Málaga地區的Fandangos又稱為Verdiales，現在仍會在民俗聚會中由大型的業餘團體"Pandas"(聯盟)演奏，演奏中使用了大量的吉他、"Bandurrias" (一種曼陀鈴)、小提琴和手鼓。

## 發展
到了19世紀下半部，一些歌曲詮釋者初次嘗試將這種傳統的民俗歌曲轉變成真正的佛朗明哥。他們把音樂的速度放慢，不過仍保留了東邊Fandangos的節奏模式"Abandolao"。旋律變得更為華麗豐富，並且將樂器減少為單一吉他。
在Fandangos轉變成Malagueñas時，可能被其他佛朗明哥曲式所影響，但現代研究認為，歌劇、Zarzuela(西班牙民間的傳統歌劇)和其他古典音樂，也在這個時期扮演了重要的角色。
現在保留下來最古老的Malagueñas曲式可能是Jabera。Jabera第一次被提及大約在1840年代，由作家Serafin Estébanez Calderón寫到。根據這位作家的描述，Jabera是由La Jabera創造的，這種早期的Malagueñas節奏模式仍舊被後代的藝術家，如Juan Breva所保存。而大多數的Malagueñas曲式是在19世紀的後十年所創造的。
Malagueñas曲式的第三步發展是完全失去節奏性。這樣的轉變是由歌手，如：Antonio Chacón, Enrique el Mellizo，和吉他手，如：Ramón Montoya所提出。他們並非出生於Málaga地區，所以不是在傳統的Fandangos環境中成長。也因此他們創造了全新的風格，流行於職業或半職業的藝術家。

## Malagueña風格
一些經常被演奏的傳統Malagueña風格如下列所述，一些省略不記的是很少演奏的風格，或是其他主要風格的變化形：
1. Juan Breva：於20世紀早期，錄下了三種個人的Malagueña風格。
2. Enrique el Mellizo：在眾多的Malagueña歌手中發展出自己的風格。由於他的影響Malagueña的吉他伴奏失去節奏性成為自由拍吟唱。傳說中他是個孤僻的人，常常一個人跑到教堂裡面聽聖歌跟管風琴，在一次情場失意後，他從彌撒音樂為靈感做出此種自由拍風格的 Malagueña。 [2]幫忙建立起這種曲式的還有El Niño de la Isla、Aurelio Sellé、Manolo Caracol and Pericón de Cádiz。他們每個人又在Malagueña中加入個人色彩，因此很難區分誰的最接近原始雛形。
3. El Canario：創造其中一種Malagueña風格。
4. Antonio Chacón：Malagueña創作最多的歌手，他的風格也是錄音中最常出現的。他的風格很多，有較為傳統的作品，也常出現有簡單變化的。他在1909到1928年錄下了大部分的曲式。
5. La Trini：她的天賦藉由歌手，如：Sebastián el Pena保存下來。Antonio Chacón也從她的風格中變化出另一種個人風格。[3]

## Malagueña吉他
起初，Malagueña的吉他是與其他樂器一同演奏。此時，吉他的功能只是彈出節奏和使用單一彈奏技巧，稱為"Abandolao"。隨著Malagueñas音樂放慢且出現有專業的吉他手，solo和裝飾音也出現在歌曲中。
Malagueña轉變過程中，吉他手也一起參與Malagueña發展成為自由拍吟唱。佛朗明哥名家，如：Ramón Montoya開始加入古典吉他的技巧，像是arpeggio(琶音)、scales(音階)、tremolo(顫音)，以更廣泛的和弦來豐富Malagueña。他們也以其他佛朗明哥歌曲為範本，加入短的吉他solo於歌詞之間，這段旋律在佛朗明哥的術語中，稱為falsetas(美妙的旋律)。
Malagueña很少做為吉他單一樂器的表演，且很少用來跳舞。

## 外部連結
- MARTÍN SALAZAR, Jorge: Los cantes flamencos, Diputación Provincial de Granada, 1987
- ÁLVAREZ CABALLERO: 'El cante flamenco', Alianza Editorial, Madrid, 1998
- ROSSY, Hipólito: 'Teoría del cante jondo', Ayuntamiento de Córdoba, 1998
- http://diary.blog.yam.com/fongfong/article/9356775 網友 fongfong 從 en.wikipedia 的翻譯。
- 前奏有彌撒音樂的 Malagueña 音樂：  http://www.youtube.com/watch?v=tI44QYR6Lzk （页面存档备份，存于）

## 引用
1. ↑  .   [2012-01-28]. （原始内容存档于2016-07-30）. （页面存档备份，存于）
2. ↑  .   [2012-01-28]. （原始内容存档于2009-04-15）. （页面存档备份，存于）
3. ↑  .   [2012-01-28]. （原始内容存档于2012-02-03）. （页面存档备份，存于）